# Conrad N. Hilton Foundation
Die Conrad N. Hilton Foundation ist eine amerikanische Stiftung aus dem Nachlass des Hoteliers Conrad Hilton mit Sitz in Reno, Nevada, USA. Gemäß dem letzten Willen des Stifters unterstützt die Stiftung humanitäre Projekte, die das Leiden von Menschen lindern.

## Stiftungsvermögen
Neben der Conrad N. Hilton Foundation bestehen drei weitere zugehörige Stiftungen:
- Conrad N. Hilton Fund
- W. Barron Hilton Charitable Remainder Trust
- 2006 Barron Hilton Charitable Remainder Unitrust

Das Gesamtvermögen beträgt 3,2 Mrd. US-Dollar (Stand 2007). Daraus wurden Projekte von mehr als 56 Mio. US-Dollar finanziert.

## Ziele und Projekte
Die Stiftung wird aus eigener Initiative aktiv für benachteiligte und gefährdete Menschen. Sie engagiert sich vor allem in folgenden Bereichen:
- Bereitstellung von sauberem Wasser
- Behandlung und Prävention von Blindheit
- Wohnen für geistig behinderte Obdachlose
- Weltweite Arbeit von katholischen Schwestern
- Betreuung und Förderung von Kleinkindern
- Suchtprävention
- Ausbildung im Management des Hotel- und Gaststättenwesens

Seit 1996 verleiht die Stiftung den Conrad N. Hilton Humanitarian Prize an Organisationen für besondere Leistungen im humanitären Bereich.